# Erigabo
Erigabo o Erigavo (somalí: Ceerigaabo) es la capital de la región de Sanaag, al norte de Somalia, y está dividida entre la autoproclamada República de Khatumo y Somalilandia y Puntland. Tiene una población cercana a 35.000 habitantes y es habitado principalmente por los Warsangeli de Harti Darod (este de Sanaag), Dulbahante de Harti Darod, (centro y sur de Sanaag) y algunos sectores de los Isaaq (norte y oeste de Sanaag).

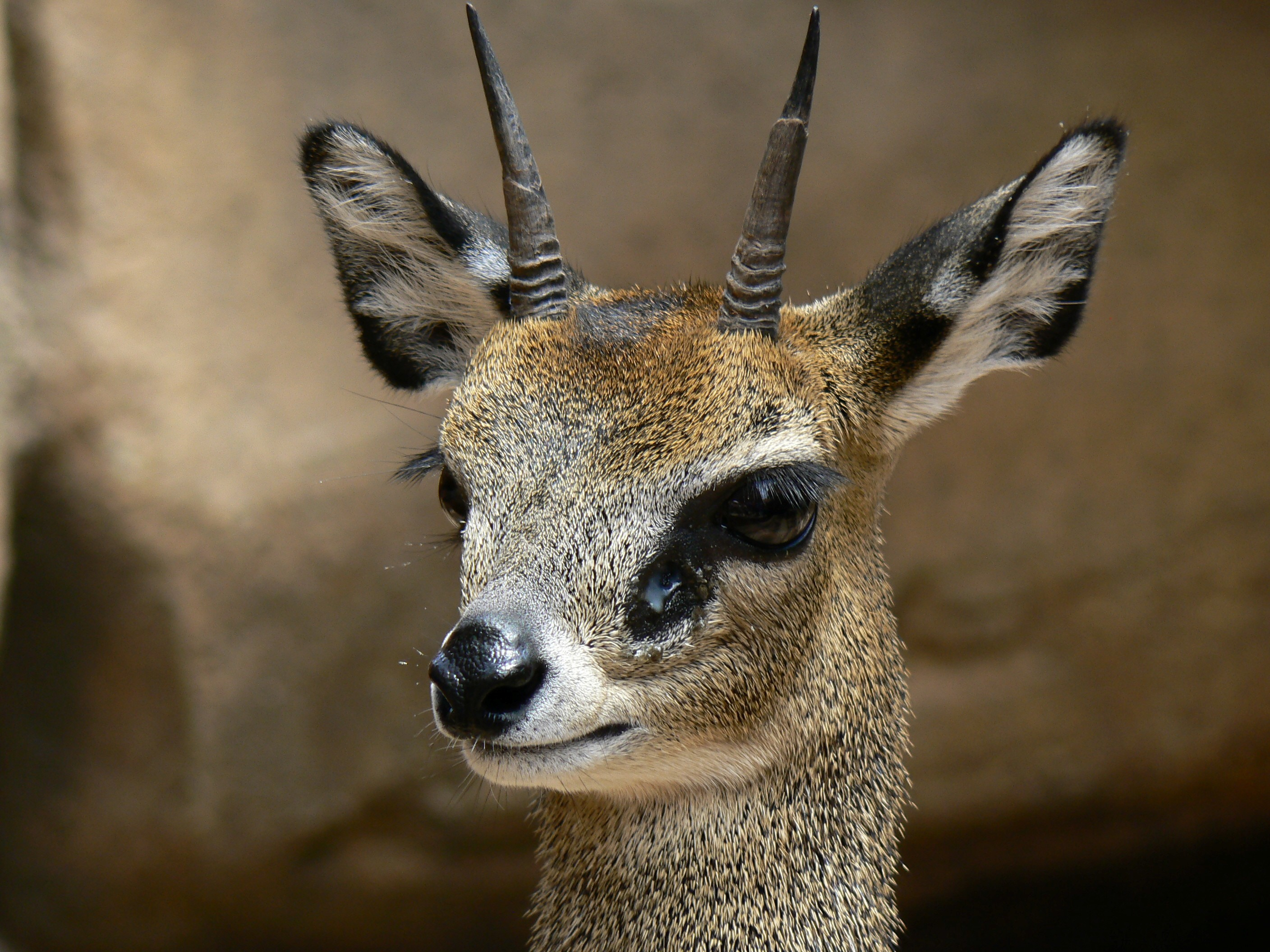
Head details

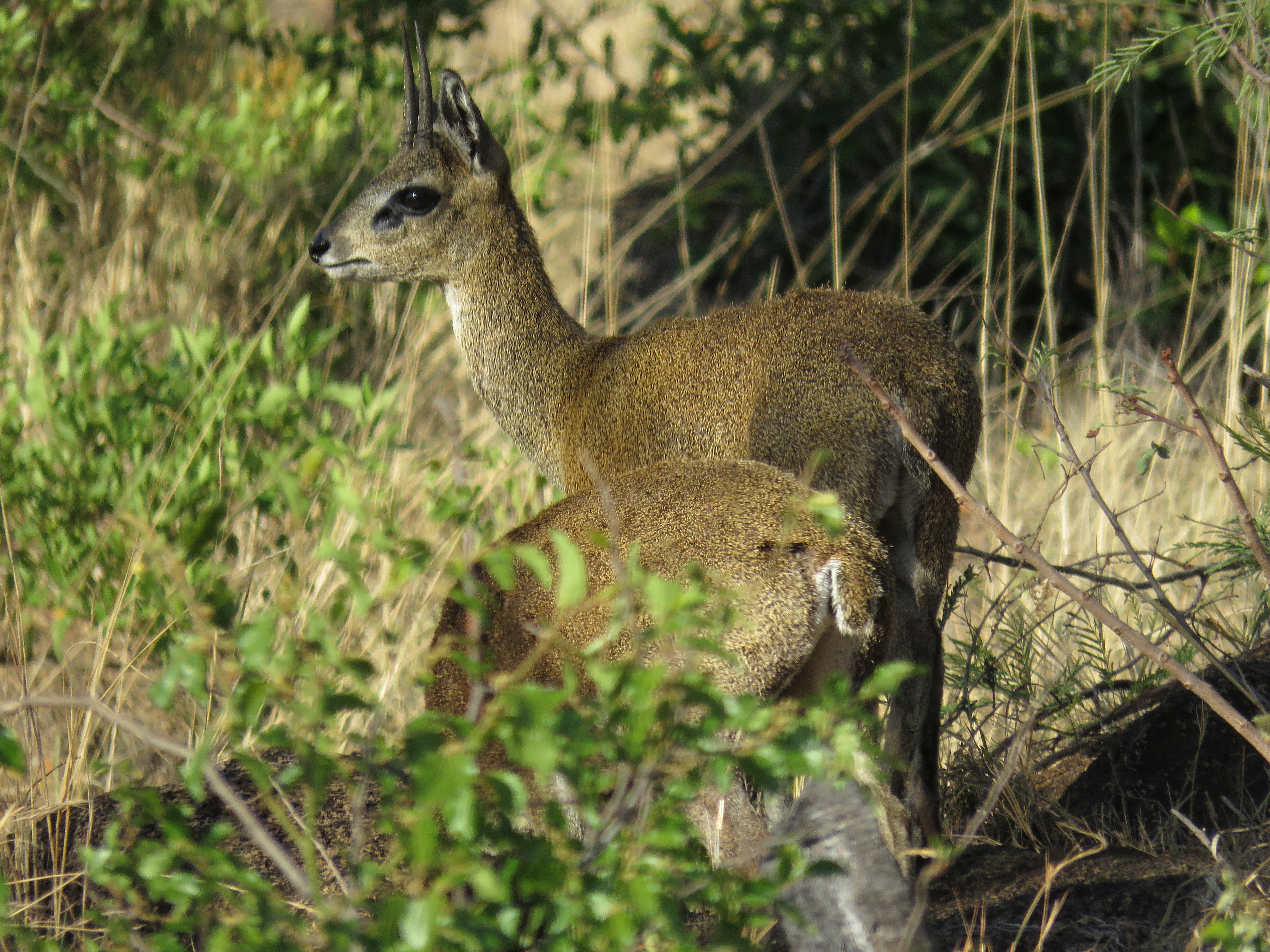
Klipspringers demonstrating typical lookout (rear) and feeding (front) pair behaviour

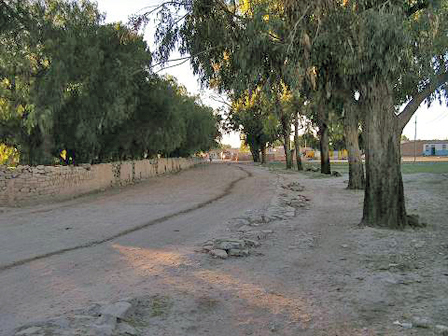
Pathway in old Erigavo.

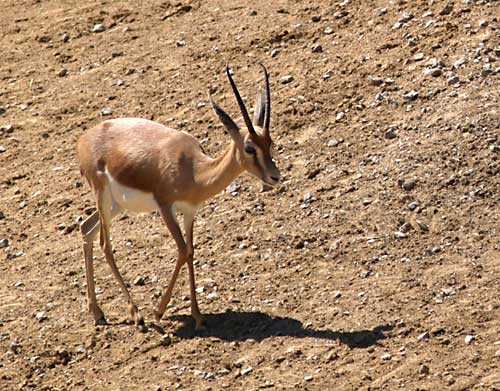
The Dorcas Gazelle.